# Ketanggung (Sampang)
Ketanggung is een bestuurslaag in het regentschap Cilacap van de provincie Midden-Java, Indonesië. Ketanggung telt 958 inwoners (volkstelling 2010).